# Chư Đang Ya
Chư Đang Ya (còn được viết là Chư Đăng Ya) là một xã thuộc huyện Chư Păh, tỉnh Gia Lai, Việt Nam.

## Địa lý
Xã Chư Đang Ya nằm ở phía nam huyện Chư Păh, có vị trí địa lý:
- Phía đông giáp huyện Đak Đoa
- Phía tây giáp xã Nghĩa Hưng
- Phía nam giáp thành phố Pleiku và huyện Đak Đoa
- Phía bắc giáp xã Đăk Tơ Ver và xã Hòa Phú.

Xã Chư Đang Ya có diện tích 54,19 km², dân số năm 2019 là 3.578 người, mật độ dân số đạt 66 người/km².

## Lịch sử
Địa bàn xã Chư Đang Ya trước đây là một phần các xã Chư Jôr và Hà Bầu thuộc huyện Mang Yang.
Ngày 17 tháng 8 năm 1981, Hội đồng Bộ trưởng ban hành Quyết định số 30-HĐBT. Theo đó, chuyển xã Chư Jôr thuộc huyện Mang Yang về thị xã Pleiku quản lý.
Ngày 11 tháng 11 năm 1996, Chính phủ ban hành Nghị định 70/CP. Theo đó:
- Tách 4.200 ha diện tích tự nhiên và 854 người của xã Hà Bầu để thành lập xã Chư Đang Ya thuộc huyện Mang Yang.
- Tách 850 ha diện tích tự nhiên và 3.516 người của xã Chư Jôr để thành lập xã Tân Sơn thuộc thị xã Pleiku.

Sau khi điều chỉnh địa giới hành chính, xã Chư Jôr còn lại 1.200 ha diện tích tự nhiên, dân số là 696 người. Đồng thời, chuyển xã Chư Đang Ya thuộc huyện Mang Yang và xã Chư Jôr thuộc thị xã Pleiku về huyện Chư Păh quản lý.
Trước khi sáp nhập, xã Chư Đang Ya có diện tích 42,37 km², dân số là 2.472 người, mật độ dân số đạt 58 người/km². Xã Chư Jôr có diện tích 11,82 km², dân số là 1.106 người, mật độ dân số đạt 94 người/km².
Ngày 10 tháng 1 năm 2020, Ủy ban Thường vụ Quốc hội ban hành Nghị quyết số 859/NQ-UBTVQH14 về việc sắp xếp các đơn vị hành chính cấp xã thuộc tỉnh Gia Lai (nghị quyết có hiệu lực từ ngày 1 tháng 2 năm 2020). Theo đó, sáp nhập toàn bộ diện tích và dân số của xã Chư Jôr vào xã Chư Đang Ya.